# Ichnotropis grandiceps
Ichnotropis grandiceps là một loài thằn lằn trong họ Lacertidae. Loài này được Broadley mô tả khoa học đầu tiên năm 1967.